# John Carpenter (Leichtathlet)
John Carpenter (John Condict Carpenter; * 7. Dezember 1884 in Washington, D.C.; † 4. Juni 1933 in Chicago) war ein US-amerikanischer Sprinter.
Bei den Olympischen Spielen 1908 in London kam er im Finale des 400-Meter-Laufs als Erster ins Ziel, wurde aber disqualifiziert, weil er auf der Zielgeraden den Briten Wyndham Halswelle abgedrängt hatte (was nach den US-Regeln erlaubt, nach den maßgeblichen britischen Regeln jedoch nicht zulässig war). 
Die Kampfrichter setzten zwei Tage später ein Wiederholungsrennen mit markierten Bahnen an, dem die beiden anderen US-Athleten William Robbins und John Taylor aus Solidarität mit Carpenter fernblieben. Halswelle kam als einziger Teilnehmer dieses Laufs zu einem kampflosen Sieg.
John Carpenter war ein Absolvent der Cornell University.